# زهرة مصباح
زهرة مصباح الثابت ممثلة ليبية اشتهرت في السينما والمسرح والتلفزيون.

## مسيرتها
زهرة مصباح من مواليد مدينة طرابلس، بدأ مشوارها الفني من عالم المسرح المدرسي في نهاية الستينات، تحت إشراف "محمد الساحلي"، إنتسبت بعدها إلى أول فرقة مسرحية ليبية وهي فرقة الأمل للمسرح والتمثيل والموسيقى سنة 1970 واشتركت في مسرحية (كاليجولا) حيث قدمت بدور (سيزونيا)زوجة الإمبراطور الطاغية، وكان العمل تحت إدارة المخرج (محمد القمودي)ومن خلال هذه الفرقة انتقلت زهرة مصباح إلى عالم المسرح الإذاعي والتمثيل التلفزيوني لتقدم مسلسل (الأفعى)كأول ظهور لها تحت قيادة المخرج (فخر الدين صلاح)، وسمح لها هذا العمل بالوقوف إلى جانب الفنانة (لطفية إبراهيم وفتحي كحلول) وتعتبر زهرة مصباح أول ممثلة في السينما الليبية فظهرت في فيلم (عندما يقسو القدر)من إخراج عبد الله الزروق سنة 1971 إنتاج المؤسسة العامة للخيالة لتتوالى بعدها أعمالها الدرامية الناجحة، كانت متعاونة مع مسرح الطفل منذ 1976كمستشارة في مسرح الطفل، وفي سنة 1979 عينت بالهيئة العامة للمسرح والموسيقى والفنون الشعبية .
كما انها أول مخرجة ليبية في المسرح الليبي حيث قامت بإخراج مسرحية "غناء النجوم" للدكتور أحمد إبراهيم الفقيه والتي شاركت في المهرجان الوطني السادس للمسرح، وهي تجربة خاضتها مع فرقة المسرح الوطني التي إنتسبت لها عام 1981 حيث قدمت رفقة هذه الفرقة عدة أعمال مثل "المهزلة الأرضية" و"باب الفتوح" و"النزيف".
تم اختيارها عضو لجنة تحكيم بمهرجان دمشق السينمائي في دورته الثامنة عشر، وعضو لجنة تحكيم بجائزة تايكي Jordan a wards 2012 وأختيرت كعضوة ضمن لجنة تحكيم الأفلام الطويلة بمهرجان وهران الدولي للفيلم العربي كما انها شاركت في العديد من المهرجانات المحلية والدولية منها مهرجان القاهرة للمسرح في (دورتين)ومهرجان دمشق للمسرح في (دورتين)ومهرجان الجزائر ومهرجان أصيلة ووجدة بالمغرب.
تحصلت زهر مصباح على أفضل ممثلة في المهرجان الوطني بدرنة عن دورها "غالية" في مسرحية "غالية" كما تحصلت على أفضل ممثلة بمهرجان قرطاج وذلك عن مسرحية "رقية". شاركت بمسرحية "باب الفتوح" والتي تحصلت على أفضل عمل متكامل بمهرجان دمشق، والمهرجان الـ25 لمسرح الهواة بمدينة الرباط بمسرحية "بعد العشرة" وتحصلت المسرحية على الجائزة التقديرية التشريفية الأولى.
قامت بدور البطولة في الفيلم السينيمائي "سرّ الميت" والذي حاز على السّعفة الذهبية بمهرجان قرطاج بتونس، وكانت بطلة العمل المرئي بعنوان (سائق الشاحنة)للمخرج محمد سويسي والذي حاز على الفضية في مهرجان القاهرة للإذاعة والتلفزيون في دورته الثانية.
تعاملت مع أغلب المخرجين الليبين منهم حسن التركي وخالد خشيم وعبد السلام رزق ومحمد الساحلي وعبد السلام عون ومحمد مختار ومحمد سويسي وعبد الله الزروق .

## حياتها الشخصية
متزوجة ولديها ابنة متحصلة على ماجستير في هندسة الحاسوب .

## أعمالها

### في السينما
- عندما يقسو القدر
- سرّ الميت .

### في التلفزيون
في رصيدها التلفزيوني أكثر من 700 ساعة تلفزوينة من مشاركتها في العديد من المسلسلات والسهرات المنفردة وافلام تلفزيونية منها:
- الأفعى، إخراج ( فخر الدين صلاح )بمشاركة لطفية إبراهيم وفتحي كحلول
- الهاربة، مع حميدة الخوجة وعياد الزليطني للمخرج حسن التركي .
- الساهرون مع عياد الزليطني .
- أبيض وأسود .
- الموهوب .
- رحلة الضياع .
- عايدة،
- شريفة، مع هدى عبداللطيف وعيسى عبدالحفيظ
- صورة طبق الأصل .
- الجانب المضيء للحب .
- الحواجز، مع مصطفي المصراتي تأليف (محمد مختار)أخراج (محمود دريزه)
- الفأل، مع لطفية إبراهيم ومصطفي المصراتي ومحمد شرف الدين إخراج (محمد الساحلي)
- العمارة، مع على الخمسي وأنور البلعزي ومصطفي المصراتي وزبيدة قاسم ومهيبة نجيب .
- السيد الصالح، مع شعبان القبلاوي ومحمد الطاهر
- وادي الحنة . مع عياد الزليطني
- خطوات الجمر.
- ويبقي الحب .

### في الإذاعة المسموعة
اما في مجال الإذاعة المسموعة فشاركت في أكثر من 100 مسلسل اجتماعي وتاريخي منها :
- على هامش التاريخ .
- برقيات .
- الكيد على الساري .

### في المسرح
قدمت الفنانة زهرة مصباح من خلال الفرقة الوطنية مايقارب من خمسين مسرحية منها :
المهزلة الارضية .
رقية .
سويلمة .
لعبة السلطان والوزير .
لعبة الشطرنج القدرة .
السندباد .
تأخرت قليلا ياصديقي .
بعد العشرة تبان الناس . مع مصطفي المصراتي وزبيدة قاسم
غالية .
باب الفتوح .
كاليجولا . إخراج(محمد القمودي)
النزيف . تأليف الكاتب المغربي محمد مسكين وإخراج الفنان المغربي عبد الرزاق بن عيسي وإنتاج المسرح الحر سنة 1985 بطولة مصطفي المصراتي وزهرة مصباح وهدي عبد اللطيف ومفتاح الفقيه.

## روابط خارجية
- زهرة مصباح على موقع قاعدة بيانات الأفلام العربية